# Vigga
Vigga er et pigenavn, der er den feminine udgave af Viggo. I 2023 var der 2.168 danskere ved navn Vigga, ifølge Danmarks Statistik.

## Kendte personer med navnet
- Vigga Bro, dansk skuespiller.
- Vigga Svensson, dansk tv-vært og -speaker.

## Fodnoter
1. ↑  Hvor mange hedder...? - Danmarks Statistik

| Fornavne | Spire Denne artikel om et fornavn er en spire som bør udbygges. Du er velkommen til at hjælpe Wikipedia ved at udvide den. |